# ハンス・グラーデ

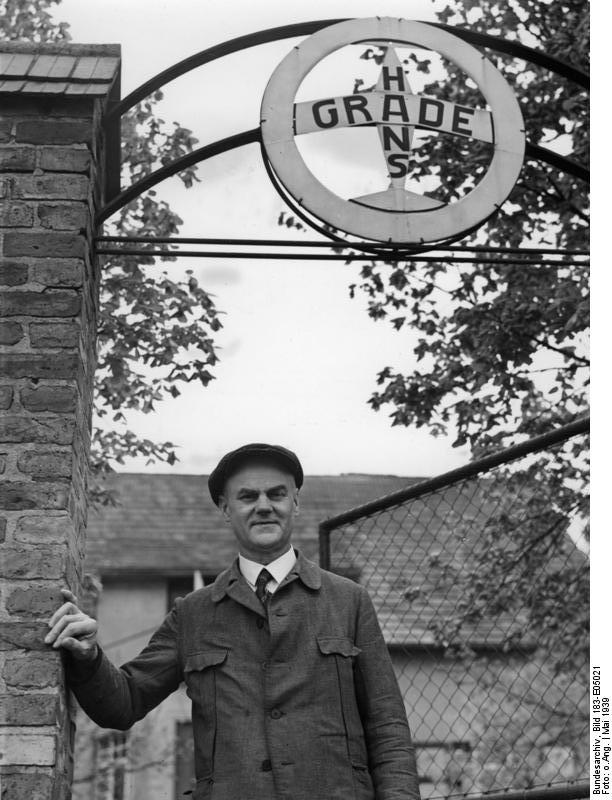
ハンス・グラーデ (1939)

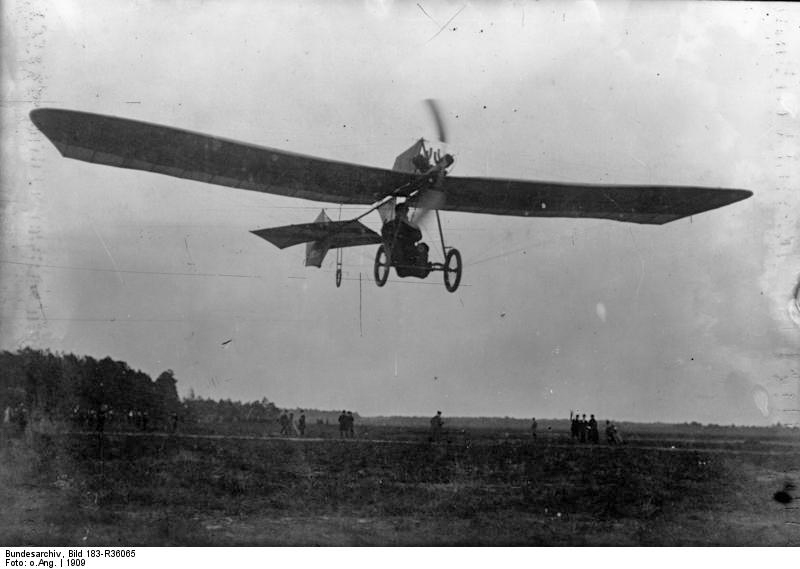
"Libelle"（1909年）

ハンス・グラーデ（Hans Grade 、1879年5月17日 - 1946年10月22日）はドイツの技術者で、航空業界における先駆者である。1908年10月自作の三葉機で初飛行した。1909年10月30日、単葉機"Libelle（とんぼ）"で一定の間隔のパイロン間の8の字飛行をしたドイツ機に与えられる懸賞飛行Lanz-Priceを獲得した。
1903年からオートバイを作っていたが、1907年ころから飛行機を作り始めた。1910年にマクデブルクに飛行機会社をつくった。第一次世界大戦中は軍用機の修理などをした。戦後は飛行機会社をオーストリアのAVIATIKに売却して、自動車会社を興した。